# Janne, min vän
Janne, min vän är författaren Peter Pohls debutroman från 1985. Filmen Min vän Joe från 1997 bygger löst på boken.
Boken har översatts till elva språk:
- Danska: Min bedste ven 1987
- Norska: Janne min venn 1988
- Tyska: Jan, mein Freund 1990
- Nederländska: Jan, mijn vriend
- Engelska: Johnny, My Friend
- Franska: Jan, mon ami 1995
- Italienska: Il mio amico Jan 1996
- Estniska:  Janne, mu sõber 1997
- Japanska: 『ヤンネ、ぼくの友だち』 1997
- Isländska: Janni vinur minn 1997
- Plattyska: Jan, mien Fründ  2000

## Handling
En av de sista dagarna i augusti 1954 gör rödhåriga och fräkniga Janne entré i 12-åriga Krilles tillvaro och blir snabbt hans bästa vän och en del av gänget på Söders Höjder. Janne har en enormt snygg cykel med tillräckligt många reglage för att hålla en bläckfisk sysselsatt på heltid som Krille uttrycker det och med den kan han göra massor med svåra trix. Trots att Janne är liten till växten är han väldigt tuff och en skicklig slagskämpe som sätter sig i respekt med hårda nävar. Bandet mellan de två vännerna stärks men Krille blir undan för undan medveten om att Janne verkar bära på en hemlighet. När en ny sommar står för dörren försvinner Janne spårlöst och utan ett ord. Han kommer tillbaka till hösten och då är ingenting sig mera likt. Krille börjar förstå att hans vän befinner sig i fara.